# Kawczyn (województwo pomorskie)
Kawczyn (też: Kawcze-Młyn; kaszb. Kôwczé-Młin) – osada w Polsce położona na Wysoczyźnie Polanowskiej, w województwie pomorskim, w powiecie bytowskim, w gminie Miastko.
Miejscowość położona nad rzeką Studnicą, wchodzi w skład sołectwa Kawcze, gminy Miastko.
W latach 1975–1998 miejscowość administracyjnie należała do województwa słupskiego.

## Zabytki
- Młyn wodny na Studnicy (obecnie mała elektrownia wodna)